# 周思久
周思久（1527年—1590年），字子徵，號柳塘，湖廣黃州府麻城縣人，軍籍，明朝政治人物。

## 生平
嘉靖三十一年（1552年）壬子科湖廣鄉試第二十五名舉人。嘉靖三十二年（1553年）中式癸丑科會試第三十九名，三甲第七十一名進士。大理寺观政，授直隶江都知县，升兵部主事、员外郎。隆慶初任廣東瓊州府知府。治行見稱於海瑞。以纠拾降徽州府同知，升南雄府知府。著有《柳塘疑语》《理学诗集》《石潭诗钞》《学孔编》《求友录》等。

## 家族
曾祖周儒；祖父周文介，驛丞；父周箎，主簿。前母趙氏；黃氏。弟周思大（生员）。